# Panamakanalzonen
Panamakanalzonen (engelska Panama Canal Zone, spanska Zona del Canal de Panamá) var en åtta kilometer bred landremsa på var sida Panamakanalen på Panamanäset som USA hade som kontrollområde mellan 1903 och 1979. USA drev och skötte om kanalen innan Panamakanalen i sin helhet överfördes till Panama 31 december 1999. 
USA och Panama skrev ett avtal 1903 som sade att USA skulle bygga och styra Panamakanalen inklusive den åtta kilometer breda kontrollzonen.
I dag drivs kanalen av Panama Canal Authority (Autoridad del Canal de Panamá, ACP).